# Venecia (Cundinamarca)
Venecia – miasto w Kolumbii, w departamencie Cundinamarca.